# Wil niet dat je weggaat
Wil niet dat je weggaat is een single van de Belgische popgroep Clouseau uit 1990. Het stond in 1989 als dertiende track op het album Hoezo?, waar het de zevende single van was, na Brandweer, Alleen met jou, Anne, Dansen, Daar gaat ze en Louise.

## Achtergrond
Wil niet dat je weggaat is geschreven door Kris Wauters en geproduceerd door Roland Verlooven. Het is een belpopnummer waarin de liedverteller zingt over zijn relatie. Hij ziet dat zijn geliefde niet lekker in de relatie zit, en hij vraagt haar om hem niet te verlaten. Het is het laatste lied van het succesalbum Hoezo? welke als single werd uitgebracht. De op single uitgebrachte versie is een nieuwe versie tot opzichte van de versie welke op het album te horen is. De B-kant is een naar eigen zeggen "Redelijk akoestische" versie van het lied Brandweer, wat de eerste single van het album was. 

## Hitnoteringen
Het lied was zowel in het thuisland van de band als in Nederland een succes. In de Nederlandse Top 40 piekte het op de achtste plaats in de acht weken dat het in de lijst stond. De piekpositie in de Nederlandse Nationale Top 100 was de negende plaats. Het was twaalf weken in deze lijst te vinden. In de negen weken dat het in de Vlaamse Ultratop 50 stond, kwam het tot de twaalfde plek. 